# Xanthī Athlītikos Omilos
Lo Xanthī Athlītikos Omilos (gr. Ποδοσφαιρική Ανώνυμη Εταιρεία Ξάνθη Αθλητικός Όμιλος, Club Atletico Xanthi) è una società calcistica greca con sede nella città di Xanthi, nella periferia della Macedonia orientale e Tracia.

## Storia
Lo Xanthi fu fondato nel 1967 dalla fusione di due società locali, l'Aspida e l'Orfeas. Il nome della squadra era Athlitikos Omilos Xanthi (in greco Αθλητικός Όμιλος Ξάνθη), o AO Xanthi, ufficialmente fino al 1992. Lo Xanthi giocò per la prima volta in Alpha Ethniki (la massima serie greca) nel 1989. Nel 1991 la Viamar S.A., l'importatore ufficiale di veicoli Škoda in Grecia, comprò la società e la rinominò Škoda Xanthi FC.
La squadra è una delle migliori di Grecia, specialmente per il potere finanziario e per il vivaio. Nella stagione 2004-2005 lo Xanthi ha terminato al quarto posto nella classifica della Super League, miglior piazzamento nella storia del club. Lo Xanthi ha partecipato alla Coppa UEFA nel 2002-2003 nel 2005-2006, nel 2006-2007 e nel 2013-2014. È stata finalista perdente di Coppa di Grecia nel 2014-2015, sotto la guida di Răzvan Lucescu (3-1 per l'Olympiacos).
Nel 2016, scaduto il contratto con la Škoda, la squadra è tornata a chiamarsi Xanthī Athlītikos Omilos.
Fallita nel 2022 costretta a ritirarsi dal campionato di Souper Ligka Ellada 2, è stata inattiva nella stagione 2022-2023 per tornare attiva dal 2023-2024, partendo dalla seconda categoria del campionato locale.

## Statistiche e record
Aggiornati alla stagione 2019-2020.
- Stagioni in Souper Ligka Ellada: 30
- Stagioni in Coppa UEFA/UEFA Europa League: 4

### Statistiche nelle competizioni UEFA
Tabella aggiornata alla fine della stagione 2017-2018.
| Competizione                  | Partecipazioni | G | V | N | P | RF | RS |
| ----------------------------- | -------------- | - | - | - | - | -- | -- |
| Coppa UEFA/UEFA Europa League | 4              | 6 | 1 | 2 | 7 | 8  | 20 |

## Organico

### Rosa 2020-2021
Aggiornata al 3 febbraio 2021.
| N. |                          | Ruolo | Calciatore             |
| -- | ------------------------ | ----- | ---------------------- |
| 1  | Portogallo (bandiera)    | P     | Vítor São Bento        |
| 3  | Spagna (bandiera)        | C     | Kevin García           |
| 4  | Grecia (bandiera)        | D     | Konstantinos Tsamouris |
| 5  | Australia (bandiera)     | D     | Matthew Jurman         |
| 6  | Grecia (bandiera)        | D     | Konstantinos Thymianis |
| 7  | Grecia (bandiera)        | C     | Athanasios Ntinas      |
| 8  | Grecia (bandiera)        | D     | Athanasios Panteliadis |
| 9  | Grecia (bandiera)        | A     | Athanasios Papazoglou  |
| 10 | Grecia (bandiera)        | C     | Andreas Tatos          |
| 11 | Grecia (bandiera)        | C     | Savvas Siatravanis     |
| 12 | Grecia (bandiera)        | D     | Anastasios Papazoglou  |
| 14 | Serbia (bandiera)        | D     | Miloš Petrović         |
| 17 | Grecia (bandiera)        | C     | Giannīs Mystakidīs     |
| 18 | Nuova Zelanda (bandiera) | D     | Callan Elliot          |
| 19 | Grecia (bandiera)        | A     | Antonis Kapnidis       |
| 20 | Australia (bandiera)     | P     | Paul Izzo              |
| 21 | Grecia (bandiera)        | D     | Giannis Stathis        |
| 22 | Grecia (bandiera)        | D     | Konstantinos Valmas    |

| N. |                        | Ruolo | Calciatore           |
| -- | ---------------------- | ----- | -------------------- |
| 23 | Grecia (bandiera)      | C     | Okan Suleiman        |
| 24 | Croazia (bandiera)     | P     | Ivan Kelava          |
| 25 | Australia (bandiera)   | C     | Joshua Brillante     |
| 26 | Croazia (bandiera)     | C     | Marko Tešija         |
| 28 | Slovenia (bandiera)    | P     | Emil Velić           |
| 29 | Serbia (bandiera)      | P     | Nikola Stepanovic    |
| 30 | Grecia (bandiera)      | C     | Elini Dīmoutsos      |
| 31 | Australia (bandiera)   | C     | Kristian Popovic     |
| 33 | Paesi Bassi (bandiera) | D     | Daryl Werker         |
| 47 | Paesi Bassi (bandiera) | C     | Randy Wolters        |
| 77 | Paesi Bassi (bandiera) | A     | Joeri Schroijen      |
| 87 | Germania (bandiera)    | C     | Patrick Ebert        |
| 91 | Grecia (bandiera)      | C     | Ali Ertouroul        |
| 99 | Bulgaria (bandiera)    | A     | Radoslav Vasilev     |
|    | Grecia (bandiera)      | D     | Giannis Leontsakos   |
|    | Grecia (bandiera)      | A     | Giannis Fakis        |
|    | Grecia (bandiera)      | C     | Georgios Tsilingiris |

## Rose delle stagioni precedenti
- 2011-2012

## Stemma
Nello stemma della squadra è presente Democrito, un importante filosofo greco nato ad Abdera (attualmente facente parte dell'unità periferica di Xanthi) nel 460 a.C.

## Stadio
Lo Xanthi ha lasciato il vecchio stadio, lo stadio Skoda Xanthi (capacità di 9.500 spettatori), situato vicino al centro della città, per la Xanthi FC Arena, nel 2004. Il nuovo stadio fuori dalla città può contenere 7.361 spettatori, ma ha solo tre tribune. Quando la quarta e ultima tribuna sarà completata, la nuova capacità salira a circa 9.000 posti.

## Palmarès

### Competizioni nazionali
- Beta Ethniki: 1

1988-1989
- Gamma Ethniki: 1

1985-1986 (gruppo 2)

### Altri piazzamenti
- Coppa di Grecia:

Finalista: 2014-2015
Semifinalista: 2001-2002, 2004-2005, 2006-2007
- Souper Ligka Ellada 2:

Secondo posto: 2020-2021